# Terence Lamb

a Compétitions nationales et continentales officielles uniquement.

b Matchs officiels uniquement.
Terence Lamb dit Terry Lamb, né le 15 septembre 1961 à Sydney, est un joueur de rugby à XIII australien évoluant au poste de demi de mêlée ou de demi d'ouverture dans les années 1980 et 1990. Il est l'un des meilleurs joueurs de rugby à XIII de ces années-là détenant pendant plus de dix ans le record de rencontres disputés (seuls Cameron Smith, Darren Lockyer et Cooper Cronk ont disputé plus de rencontres) dans le Championnat australien, il y remporte quatre titres avec Canterbury (1984, 1985, 1988 et 1995). Il remporte au cours de sa carrière le State of Origin en 1986 et à cinq reprises le City vs Country Origin. Il fréquente également l'équipe d'Australie avec laquelle il remporte la Coupe du monde 1988
Il se reconvertit en entraîneur en prenant la tête des Wests Tigers entre 2001 et 2002.

## Palmarès
- Collectif :
  - Vainqueur de la Coupe du monde : 1988 (Australie)
  - Vainqueur du State of Origin : 1986 (Nouvelle-Galles du Sud)
  - Vainqueur du City vs Country Origin : 1986, 1987, 1988, 1989 et 1990 (City)
  - Vainqueur de la New South Wales Rugby League/l'Australian Rugby League : 1984, 1985[1], 1988 et 1995 (Canterbury-Bankstown).
  - Finaliste de la New South Wales Rugby League/l'Australian Rugby League : 1986 et 1994 (Canterbury-Bankstown).

- Individuel :
  - Élu meilleur joueur de la New South Wales Rugby League/l'Australian Rugby League : 1983 (Western Suburbs).
  - Meilleur marqueur de points de la New South Wales Rugby League : 1986 (Canterbury-Bankstown).

## Détails

### En club
| Saison | Club                          | Compétition                  | Matchs | Points | Essais | Buts | Drop |
| ------ | ----------------------------- | ---------------------------- | ------ | ------ | ------ | ---- | ---- |
| 1980   | Western Suburbs Magpies       | New South Wales Rugby League | 18     | 29     | 9      | 0    | 2    |
| 1981   | Western Suburbs Magpies       | New South Wales Rugby League | 21     | 25     | 8      | 0    | 1    |
| 1982   | Western Suburbs Magpies       | New South Wales Rugby League | 17     | 42     | 13     | 0    | 3    |
| 1983   | Western Suburbs Magpies       | New South Wales Rugby League | 22     | 67     | 11     | 11   | 1    |
| 1984   | Canterbury-Bankstown Bulldogs | New South Wales Rugby League | 20     | 109    | 17     | 17   | 7    |
| 1985   | Canterbury-Bankstown Bulldogs | New South Wales Rugby League | 22     | 83     | 11     | 19   | 1    |
| 1986   | Canterbury-Bankstown Bulldogs | New South Wales Rugby League | 24     | 210    | 12     | 76   | 10   |
| 1987   | Canterbury-Bankstown Bulldogs | New South Wales Rugby League | 21     | 179    | 16     | 57   | 1    |
| 1988   | Canterbury-Bankstown Bulldogs | New South Wales Rugby League | 24     | 177    | 9      | 68   | 5    |
| 1989   | Canterbury-Bankstown Bulldogs | New South Wales Rugby League | 16     | 90     | 9      | 27   | 0    |
| 1990   | Canterbury-Bankstown Bulldogs | New South Wales Rugby League | 19     | 118    | 6      | 47   | 0    |
| 1991   | Canterbury-Bankstown Bulldogs | New South Wales Rugby League | 17     | 69     | 9      | 16   | 1    |
| 1992   | Canterbury-Bankstown Bulldogs | New South Wales Rugby League | 17     | 82     | 8      | 24   | 2    |
| 1993   | Canterbury-Bankstown Bulldogs | New South Wales Rugby League | 23     | 69     | 5      | 23   | 3    |
| 1994   | Canterbury-Bankstown Bulldogs | New South Wales Rugby League | 14     | 30     | 7      | 0    | 2    |
| 1995   | Sydney Bulldogs               | Australian Rugby League      | 22     | 38     | 8      | 1    | 4    |
| 1996   | Canterbury-Bankstown Bulldogs | Australian Rugby League      | 21     | 25     | 6      | 0    | 1    |
| Total  | Total                         | Total                        | 350    | 1442   | 164    | 386  | 44   |